# Дружки
„Дружки“ (на английски: Bros) е американска романтична комедия на ЛГБТ тематика от 2022 г. на режисьора Никълъс Столър, който е съсценарист с Били Айкнър. Столър и Джъд Апатоу са продуцентите за филма. Във филма участват Били Айкнър, Люк Макфарлън, Тиес Мадисън, Моника Реймънд, Гулиермо Диас, Гай Бранъм и Аманда Биърс.

## Актьорски състав
- Били Айкнър – Боби Лийбър
- Люк Макфарлън – Арън
- Тиес Мадисън – Анджела
- Моника Раймънд – Тина
- Гулиермо Диаз – Едгар
- Гай Бранъм – Хенри
- Аманда Биърс – Ан
- Джим Раш – Робърт
- Боуен Янг – Лорънс Грейп
- Мис Лорънс – Уанда
- Харви Фърнщайн – Люис
- Симоун – Марти
- Ийв Линдли – Тама
- D’Lo Srijaerajah – Том
- Бенито Скинър
- Питър Ким – Питър
- Дот-Мари Джоунс – Чери
- Бека Блекуел – Лукас
- Брок Чиарели – Стийв
- Кристин Ченоует[4] – себе си
- Дебра Месинг[4] – себе си
- Джъстин Ковингтън – Пол
- Бен Стилър – себе си
- Кинън Томпсън – Джеймс Болдуин
- Ейми Шумър – Елинор Рузвелт
- Сет Мейърс – Харви Милк

## Продукция
На 5 февруари 2019 г. е обявено, че Били Айкнър ще участва в романтична комедия на режисьора Никълъс Столър. Снимките започват на 7 юни 2021 г. в Бъфало, Ню Йорк и Провинстаун, Масачузетс. Снимките на филма се състоят в различни места, включително Кранфорд, Ню Джърси.
Някои членове на актьорския състав са добавени на 23 септември 2021 г. до 30 септември 2021 г. Боуен Янг и Харви Фърнщайн се присъединяват към състава на 4 ноември 2021 г., а Бенито Скинър се присъединява към него на следващия ден.

## Излъчване
Световната премиера на филма се състои на международния филмов фестивал в Торонто на 9 септември 2022 г., и излиза в Съединените щати на 30 септември 2022 г. от „Юнивърсъл Пикчърс“. Оригинално беше насрочен за 12 август 2022 г.